# Kettős lélek
A kettős lélek képzetet több népnél is megtaláljuk. Azokat a hiedelmeket értjük alatta, miszerint az embernek (esetleg más lényeknek is) két (vagy több) lelke van. Sok esetben különböző jellegű lelkekről van szó: az egyik a testi funkciókhoz kötődik (test-lélek), ez esetleg a halál után el is tűnik; a másik eltérő jellegű, például szabad mozgásra képes, kiléphet a testből (szabad-lélek). Utóbbi a samanizmussal is kapcsolatba hozható: a sámán szabad-lelke segít visszahozni a beteg ember elkóborolt vagy ellopott szabad-lelkét.
A lelkek sokféleségének képzete a fentieknél bonyolultabb is lehet. Különösen gazdag példák említhetők meg a szibériai samanisztikus hit köréből, és az eszkimó kultúrákból is. Magyar vonatkozásként említsük meg az íz (mint árnyéklélek), szabadlélek képzetét, szemben a testlélekre utaló lélek szóval. (Vö. „Ízekre szedlek!”) Az ókori egyiptomi vallás szintén több lelket ismer (ba, ka és ah.)